# Hospital Alemán Nicaragüense
Das Hospital Alemán-Nicaragüense (deutsch-nicaraguanisches Krankenhaus, kurz HAN) ist ein Lehrkrankenhaus im Stadtteil Xolotlán im Norden Managuas, der Hauptstadt von Nicaragua. Es versteht sich als Krankenhaus der Grundversorgung.

## Das Hospital Alemán-Nicaragüense heute
Im Einzugsbereich des HAN leben schätzungsweise 520.000 Menschen, von denen 90 % unter der Armutsgrenze leben. Die Behandlung im einzigen Hospital des Stadtteils ist für Patienten seit 2007 wieder kostenlos. Das HAN verfügt derzeit über 240 Betten und beschäftigt etwa 700 Mitarbeiter (Stand: 2010).
Darüber hinaus bietet es Platz für etwa 400 Medizinstudenten und angehende Fachärzte der Universidad Nacional Autónoma de Nicaragua (UNAN) sowie weitere 100 Auszubildende des medizinischen Personals, wie etwa Schwestern, Techniker und Apothekenhelfer.
Das HAN leistet ambulante und stationäre Behandlungen in den Fachrichtungen Allgemeinmedizin, Innere Medizin, Pädiatrie, Neonatologie, allgemeine Chirurgie, Gynäkologie und Geburtshilfe. Darüber hinaus verfügt es über eine Intensivstation, eine Apotheke, eine Röntgenabteilung, ein Labor, eine Pathologie und eine Physiotherapie.
Im März 2020 wurde das HAN zum Referenzzentrum in der Hauptstadt zur Behandlung von Covid-19-Patienten erklärt.
Nach Schätzungen des Solidaritätsdienstes International e.V. wurden während des 32-jährigen Bestehens des Hospitals ca. 156.000 Geburten, 151.000 chirurgische Eingriffe vorgenommen und über 2,21 Millionen Patienten ambulant betreut.

## Geschichte
Das Hospital Alemán-Nicaragüense wurde 1985 als Hospital Carlos Marx (HCM) gegründet und gilt als eines der größten Solidaritätsprojekte der DDR. Es wurde materiell und personell unterstützt. Die DDR entsandte Ärzte, Krankenschwestern und -pfleger, Techniker und Dolmetscher nach Nicaragua. Geldspenden vom Freien Deutschen Gewerkschaftsbund, der Nationalen Front und kirchlichen Organisationen in den Projektfonds der DDR finanzierten den Aufbau sowie die Medikamentenlieferungen. Im Laufe der Jahre wurden schrittweise die anfangs genutzten Zelte und OP-Container durch Fertigteil-Bungalows und ab 1988 durch massive Häuser ersetzt. Zwischenzeitlich arbeiteten etwa 70 deutsche Ärzte, Medizinisch-technische Assistenten, Krankenschwestern, Physiotherapeuten, Dolmetscher und Techniker zusammen mit den inländischen Angestellten.
Nach der Deutschen Wiedervereinigung galt das Fortbestehen des Krankenhauses als ungewiss. Die Regierung der Bundesrepublik Deutschland unterstützte das Krankenhaus vorübergehend. Man setzte sich jedoch für eine verstärkte Einbindung in das Gesundheitssystem vor Ort ein. 1993 erfolgte schließlich die offizielle Umbenennung in „Hospital Alemán Nicaragüense“ (HAN). 1998 übernahm das nicaraguanische Gesundheitsministerium das ehemalige DDR-Projekt. Seither gibt es für das Projekt keine staatliche Unterstützung mehr von deutscher Seite.
Vor dem Hintergrund des 20-jährigen Bestehens reisten 35 ehemalige deutsche Mitarbeiter nach Nicaragua und besuchten das Hospital. Viele davon organisierten sich im Förderkreis „Freunde des HAN“ des Solidaritätsdienst International e.V. (SODI) und unterstützen seither gemeinsam mit anderen Interessierten auf privater Ebene das Hospital, dem es an moderner Ausstattung fehlt.
Zur Verbesserung der intensivmedizinischen Versorgung arbeiteten das HAN, das nicaraguanische Gesundheitsministerium und der SODI ab März 2008 daran, eine Sechs-Betten-Intensivstation zu errichten. Etwa ein Jahr später konnte die Station in Betrieb genommen werden. Viele der medizinischen Geräte waren dem SODI gespendet worden. Spezialisten aus Deutschland reisten eigens an, um das Personal vor Ort zu schulen.

## Direktoren
- Johannes Gessner (Juli bis Dezember 1985)
- Hermann Schaller (Dezember 1985 bis Juli 1989)
- Kurt Lobodasch (Juli 1989 bis 1992)
- Freddy Meynard Mejia (1992 bis 1997, erster nicaraguanischer Direktor)
- Norbert Krüger (GTZ Projektleiter)
- Elias Corea Fonseca (1997 bis 1999)
- Isabel Vanesa Rivera Úbeda (1999 bis 2001)
- José Noel Somarriba Agüero (2001 bis 2003)
- Abraham Villanueva (2003 bis 2007)
- Alfredo Borge Palacios (2007 bis 2010)
- Marilyn Carrillo (2010 bis 2012, erste Direktorin die auch ihre Facharztausbildung im HCM abgeschlossen hat)
- Xinia Saballos Medal (seit 2012 bis 2016)
- Enrique Javier Beteta Acevedo (September 2016 bis April 2017)
- Maribel Hernández Muñoz (September 2017 bis März 2020)
- Kenia Grillo (seit April 2020)